# Vịnh Giao Châu
Vịnh Giao Châu (Trung văn giản thể: 胶州湾) là một vịnh ở phía nam của Thanh Đảo, tỉnh Sơn Đông, Trung Quốc. Nó là nhượng địa của Đức từ năm 1898 đến năm 1914. Người Đức đã xây dựng ở vịnh này một căn cứ hải quân lớn.
Trong lịch sử, Giao Châu là đô thị chính của vùng vịnh, có tên Latinh hóa là Kiaochow, Kiauchau hoặc Kiao-Chau trong tiếng Anh và Kiautschou trong tiếng Đức.

## Địa lý
Vịnh nằm trên bờ biển phía nam của bán đảo Sơn Đông ở Đông Trung Quốc. Nó tách quận Hoàng Đảo khỏi thành phố Thanh Đảo và là ranh giới của thành phố Giao Châu và thành phố Giao Nam.
Vịnh có chiều dài bắc-nam 32 km, đông-tây rộng 27 km với diện tích 352 km², xấp xỉ hai phần ba diện tích của 100 năm trước đây. Theo số liệu chính thức, diện tích bề mặt đã được giảm từ 560 km² trong thời gian 1928 đến 362 km² năm 2003 do đất khai hoang duy trì hoạt động trong những thập kỷ gần đây. Các loài sinh vật biển cũng giảm hai phần ba trong suốt 50 năm qua do phát triển đô thị và công nghiệp và tăng trưởng của khu vực lân cận xung quanh vịnh. Dù vịnh nằm ở phía bắc Trung Quốc nhưng quanh năm không đóng băng, dễ phòng thủ, khó tấn công, được coi là một trong những quân cảng hàng đầu thế giới. Năm 1894, trong cuộc chiến tranh Giáp Ngọ, Hạm đội Bắc Dương của nhà Thanh bị Hải quân Đế quốc Nhật Bản tiêu diệt hoàn toàn.